# Portugal aux Jeux olympiques d'été de 1996
Le Portugal participe aux Jeux olympiques d'été de 1996 à Atlanta, aux États-Unis. Elle y remporte deux médailles : une en or et une en bronze, se classant à la 47e place au tableau des médailles. Le coureuse de fond Fernanda Ribeiro est le porte-drapeau d'une délégation portugaise comptant 107 sportifs (83 hommes et 24 femmes).

## Médailles
| Médaille                            | Nom                     | Sport      | Compétition       |
| ----------------------------------- | ----------------------- | ---------- | ----------------- |
| Médaille d'or, Jeux olympiques      | Fernanda Ribeiro        | Athlétisme | 10 000 m (Femmes) |
| Médaille de bronze, Jeux olympiques | Hugo Rocha Nuno Barreto | Voile      | 470 (Hommes)      |